# Christian Lindberg (Basketballspieler)
Christian Lindberg (* 10. August 1983 in Horsens) ist ein ehemaliger dänischer Basketballspieler.

## Werdegang
Lindberg gab im Spieljahr 2002/03 in den Farben von Horsens IC seinen Einstand in der höchsten dänischen Spielklasse (Basketligaen). 2003 wechselte der Flügelspieler zum Ligakonkurrenten Svendborg Rabbits und wurde gleichzeitig als Basketball-Lehrkraft an einer Schule tätig. Für die Mannschaft von der Insel Fünen lief er bis 2006 auf. Hernach brachte Lindberg zwei Jahre am Wisconsin Lutheran College in Milwaukee (US-Bundesstaat Wisconsin) zu, spielte in der dritten NCAA-Division und studierte an der Hochschule.
Nach seinem USA-Aufenthalt und der Rückkehr in sein Heimatland spielte Lindberg von 2008 bis 2012 wieder für Horsens IC. In der Saison 2009/10 erreichte er mit 10,5 Punkten und 4,3 Rebounds je Begegnung Mittelwerte, die er in der ersten dänischen Liga weder vorher noch im weiteren Fortgang seiner Laufbahn übertraf. Lindberg verließ Horsens im Vorfeld der Saison 2012/13 und nahm ein Angebot der Bakken Bears an. Mit der Mannschaft aus Aarhus wurde er 2013 und 2014 dänischer Meister sowie 2013 ebenfalls Pokalsieger. Er kam mit Bakken neben Einsätzen in der Liga auch zu Auftritten im europäischen Vereinswettbewerb EuroChallenge. In den letzten Jahren seiner Leistungssportlaufbahn stand Lindberg wieder in Diensten von Horsens IC, erhielt von 2015 bis 2018 aber im Mittel nur noch Einsatzzeiten im einstelligen Minutenbereich. Zu diesem Zeitpunkt war er bereits außerhalb des Basketballsports bei einem Unternehmen in der Ortschaft Tilst beruflich tätig. 2015 und 2016 wurde er mit Horsens dänischer Meister und 2015 Pokalsieger. 2018 beendete er seine Leistungssportlaufbahn.
Für die dänische A-Nationalmannschaft bestritt Lindberg zwölf Länderspiele.